# Gare de Lingolsheim
La gare de Lingolsheim est une gare ferroviaire française de la Ligne de Strasbourg-Ville à Saint-Dié, située sur le territoire de la commune de Lingolsheim dans la collectivité européenne d'Alsace, en région Grand Est.
Elle est mise en service en 1864 par la Compagnie des chemins de fer de l'Est.
C'est une gare voyageurs de la Société nationale des chemins de fer français (SNCF), du réseau TER Grand Est, desservie par des trains express régionaux.

## Situation ferroviaire
Établie à 148 mètres d'altitude, la gare de Lingolsheim est située au point kilométrique 5,205 de la ligne de Strasbourg-Ville à Saint-Dié, à hauteur du passage à niveau no 3 (PN3), entre la gare ouverte de Strasbourg-Roethig et la gare fermée de Holtzheim.

## Histoire

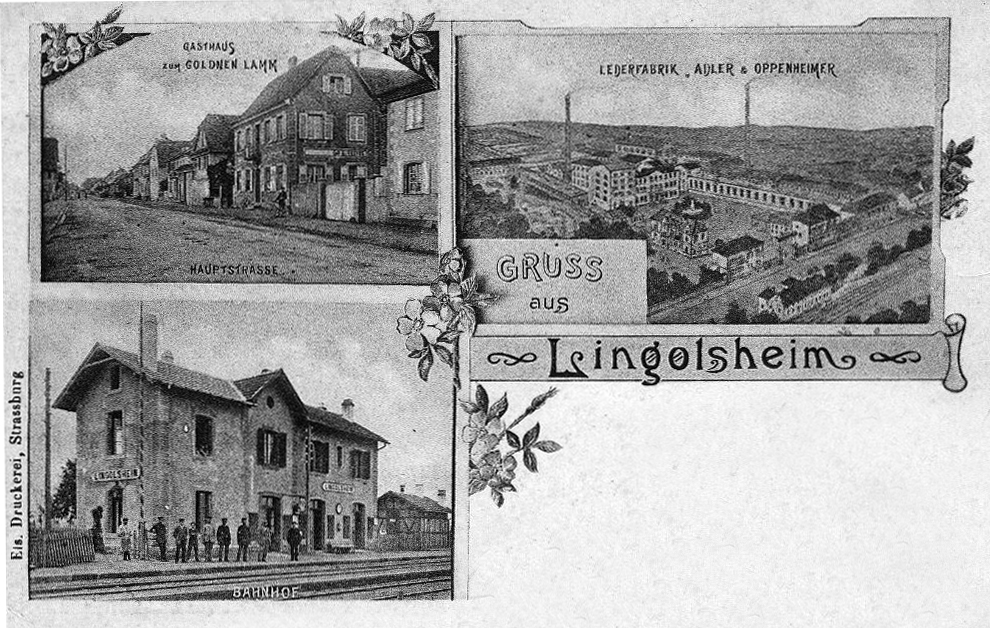
Lingolsheim et sa gare vers 1900.

La station de Lingolsheim est mise en service le 29 septembre 1864 par la Compagnie des chemins de fer de l'Est, lorsqu'elle ouvre à l'exploitation la section, à voie unique, de Strasbourg à Barr de sa ligne de « Strasbourg à Barr, à Mutzig et à Wasselonne ».
En 2012, la gare a une moyenne de 111 montées-descentes par jour de semaine.
En 2014, c'est une gare voyageurs d'intérêt local (catégorie C : moins de 100 000 voyageurs par an de 2010 à 2011), qui dispose de deux quais, un abri et deux passages à niveau pour les piétons.

## Fréquentation
De 2015 à 2024, selon les estimations de la SNCF, la fréquentation annuelle de la gare s'élève aux nombres indiqués dans le tableau ci-dessous.
| Année     | 2015   | 2016   | 2017   | 2018   | 2019   | 2020   | 2021   | 2022   | 2023   | 2024   |
| --------- | ------ | ------ | ------ | ------ | ------ | ------ | ------ | ------ | ------ | ------ |
| Voyageurs | 78 967 | 78 643 | 63 737 | 61 627 | 69 740 | 51 849 | 61 224 | 70 732 | 75 809 | 82 272 |

## Service des voyageurs

### Accueil
Halte SNCF, c'est un point d'arrêt non géré (PANG) à accès libre. Elle est équipée d'automates pour l'achat de titres de transport installés à côté des barrières du passage à niveau.

### Desserte
Lingolsheim est une halte voyageurs du réseau TER Grand Est, desservie par des trains express régionaux de la relation : Strasbourg-Ville - Entzheim-Aéroport - Molsheim.

### Intermodalité
Un parc pour les vélos et un parking pour les véhicules y sont aménagés.
La gare est desservie par la ligne de bus 13 et le transport à la demande zonal Flex'hop de la Compagnie des transports strasbourgeois.

## Patrimoine ferroviaire
L'ancien bâtiment voyageurs ainsi que l'ancien bâtiment en maçonnerie de la gare aux marchandises sont toujours présents sur le site de la gare.
Le bâtiment voyageurs de 1864 consiste en un corps central à pignons transversaux, plus large côté rue, encadré par deux ailes d'un étage (une travée à gauche ; deux, puis trois, à droite).